# Sant Paul de Mònç
Saint-Pal-de-Mons és un municipi francès situat al departament de l'Alt Loira i a la regió d'Alvèrnia-Roine-Alps. L'any 2007 tenia 1.991 habitants.

## Demografia

### Població
El 2007 la població de fet de Saint-Pal-de-Mons era de 1.991 persones. Hi havia 760 famílies de les quals 193 eren unipersonals (98 homes vivint sols i 95 dones vivint soles), 221 parelles sense fills, 311 parelles amb fills i 35 famílies monoparentals amb fills.
La població ha evolucionat segons el següent gràfic:
Habitants censats

### Habitatges
El 2007 hi havia 1.033 habitatges, 771 eren l'habitatge principal de la família, 188 eren segones residències i 74 estaven desocupats. 828 eren cases i 205 eren apartaments. Dels 771 habitatges principals, 572 estaven ocupats pels seus propietaris, 170 estaven llogats i ocupats pels llogaters i 29 estaven cedits a títol gratuït; 6 tenien una cambra, 47 en tenien dues, 124 en tenien tres, 224 en tenien quatre i 369 en tenien cinc o més. 556 habitatges disposaven pel capbaix d'una plaça de pàrquing. A 297 habitatges hi havia un automòbil i a 406 n'hi havia dos o més.

### Piràmide de població
La piràmide de població per edats i sexe el 2009 era:
| Homes | Edats   | Dones |
| ----- | ------- | ----- |
| 4     | 95 o +  | 0     |
| 0     | 90 a 94 | 12    |
| 8     | 85 a 89 | 28    |
| 0     | 80 a 84 | 8     |
| 32    | 75 a 79 | 36    |
| 28    | 70 a 74 | 32    |
| 32    | 65 a 69 | 40    |
| 32    | 60 a 64 | 52    |
| 40    | 55 a 59 | 40    |
| 56    | 50 a 54 | 44    |
| 56    | 45 a 49 | 68    |
| 48    | 40 a 44 | 44    |
| 72    | 35 a 39 | 56    |
| 112   | 30 a 34 | 56    |
| 64    | 25 a 29 | 80    |
| 56    | 20 a 24 | 60    |
| 84    | 15 a 19 | 44    |
| 68    | 10 a 14 | 44    |
| 64    | 5 a 9   | 68    |
| 48    | 0 a 4   | 64    |

## Economia
El 2007 la població en edat de treballar era de 1.247 persones, 932 eren actives i 315 eren inactives. De les 932 persones actives 878 estaven ocupades (484 homes i 394 dones) i 55 estaven aturades (30 homes i 25 dones). De les 315 persones inactives 120 estaven jubilades, 103 estaven estudiant i 92 estaven classificades com a «altres inactius».

### Ingressos
El 2009 a Saint-Pal-de-Mons hi havia 800 unitats fiscals que integraven 2.087 persones, la mediana anual d'ingressos fiscals per persona era de 16.792 €.

### Activitats econòmiques
Dels 103 establiments que hi havia el 2007, 3 eren d'empreses alimentàries, 2 d'empreses de fabricació de material elèctric, 20 d'empreses de fabricació d'altres productes industrials, 26 d'empreses de construcció, 17 d'empreses de comerç i reparació d'automòbils, 4 d'empreses de transport, 8 d'empreses d'hostatgeria i restauració, 7 d'empreses financeres, 1 d'una empresa immobiliària, 3 d'empreses de serveis, 6 d'entitats de l'administració pública i 6 d'empreses classificades com a «altres activitats de serveis».
Dels 37 establiments de servei als particulars que hi havia el 2009, 1 era una oficina de correu, 1 una oficina bancària, 2 funeràries, 2 tallers de reparació d'automòbils i de material agrícola, 1 taller d'inspecció tècnica de vehicles, 1 autoescola, 5 paletes, 1 guixaire pintor, 4 fusteries, 4 lampisteries, 6 electricistes, 2 perruqueries, 6 restaurants i 1 agència immobiliària.
Dels 5 establiments comercials que hi havia el 2009, 1 era una botiga de més de 120 m², 3 fleques i 1 una llibreria.
L'any 2000 a Saint-Pal-de-Mons hi havia 39 explotacions agrícoles que ocupaven un total de 702 hectàrees.

## Equipaments sanitaris i escolars
L'únic equipament sanitari que hi havia el 2009 era una farmàcia.
El 2009 hi havia 2 escoles elementals.

## Poblacions més properes
El següent diagrama mostra les poblacions més properes.